# Caventou (Mondkrater)
Caventou ist ein sehr kleiner Einschlagkrater im westlichen Teil des Mare Imbrium. Der kreisförmige, tassenförmige Krater ist vollständig vom Mare umgeben.
Vor seiner Umbenennung durch die Internationale Astronomische Union (IAU) im Jahre 1976 wurde Caventou als La Hire D bezeichnet, da er dem südöstlich gelegenen Mons La Hire zugeordnet wurde.